# Józef Wróbel
Józef Wróbel S.C.I. (tiếng Ba Lan: [ˈju.zɛf ˈvru.bɛl]; sinh ngày 18 tháng 10 năm 1952) là một giám chức người Ba Lan của Giáo hội Công giáo Rôma, giữ chức Giám mục Chính tòa Helsinki từ năm 2001 đến năm 2008 và giữ chức Giám mục phụ tá Tổng giáo phận Lublin từ năm 2008 đến nay.

## Tông truyền
Giám mục Józef Wróbel S.C.I. được tấn phong giám mục vào năm 2001, dưới triều Giáo tông Ioannes Paulus II, bởi:
- Chủ phong: Hồng y Edward Cassidy, Hồng y đẳng phó tế Hiệu tòa Nhà thờ Santa Maria in Via Lata;
- Phụ phong: Tổng giám mục Piero Biggio, Tổng giám mục Hiệu tòa Otriculum, Sứ thần Tòa Thánh tại Phần Lan và Giám mục Gerhard Schwenzer SS.CC., Giám mục Chính tòa Oslo.

Giám mục Józef Wróbel S.C.I. là vị phụ phong trong lễ tấn phong giám mục của:
- Giám mục Teemu Sippo S.C.I., vào ngày 5 tháng 9 năm 2009.[3]